# Golpe de Estado na Turquia em 1960
O golpe militar na Turquia em 1960 foi um golpe de Estado encenado por um grupo de oficiais do exército turco, contra o governo democraticamente eleito do Partido Democrático em 27 de Maio de 1960.
Os líderes do golpe fizeram o General Cemal Gürsel, que não tinha tomado qualquer papel no golpe, chefe de Estado, primeiro-ministro e ministro da defesa após a conclusão da tomada de controle militar. A junta militar devolveu o poder aos civis 17 meses mais tarde, em Outubro de 1961, depois que o general Gürsel resistiu na continuação do regime militar.
O Presidente Celal Bayar, o primeiro-ministro Adnan Menderes e alguns membros do gabinete foram presos e levados a julgamento perante um tribunal nomeado pela junta na ilha Yassiada no Mar de Mármara. Os políticos foram acusados de alta traição, uso indevido de fundos públicos e revogação da Constituição.
Os tribunais terminaram com a execução de Adnan Menderes, do Ministro das Relações Exteriores Fatin Rüştü Zorlu e do Ministro das Finanças Hasan Polatkan na ilha İmralı em 16 de setembro de 1961.